# Uppsala slalomklubb
Uppsala Slalomklubb (USLK) håller till i Sunnerstabacken strax söder om Uppsala i Sverige. Backen är cirka 130 meter lång. USLK har genom åren fostrat många ungdomar som kommit in på skidgymnasium, och senare kommit med i landslaget eller blivit proffsskidåkare. På grund av att den korta, branta backen i Sunnersta är den enda USLK har att tillgå, ägnas de flesta helger under vinterhalvåret på resande fot. Resor norrut är ett måste för att kunna hävda sig i konkurrensen. Men trots detta har inte Uppsala lidit någon brist på talanger.
Bland kända åkare kan nämnas Niklas Nilsson, 4 i junior-VM i slalom och svensk mästare i kombination 1994. 
USLK vann herrarnas lagtävling i slalom i svenska mästerskapen 1990.